# Rognon (fiume)
Il Rognon è un fiume francese che scorre nella regione del Grande Est e che sfocia nella Marna.

## Geografia
Nasce a sud-est di Is-en-Bassigny e scorre verso nord-ovest, in territorio collinare, attraversando piccoli paesi. Riceve pochi affluenti, soprattutto da destra. Il maggiore di questi è la Suerrue, lunga 28,8 km, che poco prima di confluire riceve a sua volta da destra la Manoise. Il Rognon si getta nella Marna nel punto di incontro dei confini di tre comuni: Donjeux, Mussey-sur-Marne e Saint-Urbain-Maconcourt.